# Villeneuve-Saint-Georges
Villeneuve-Saint-Georges là một xã ở ngoại ô phía đông nam của Paris, Pháp. Nó nằm cách 15,5 km (9,6 mi) tình từ trung tâm của Paris.

## Liên kết ngoài

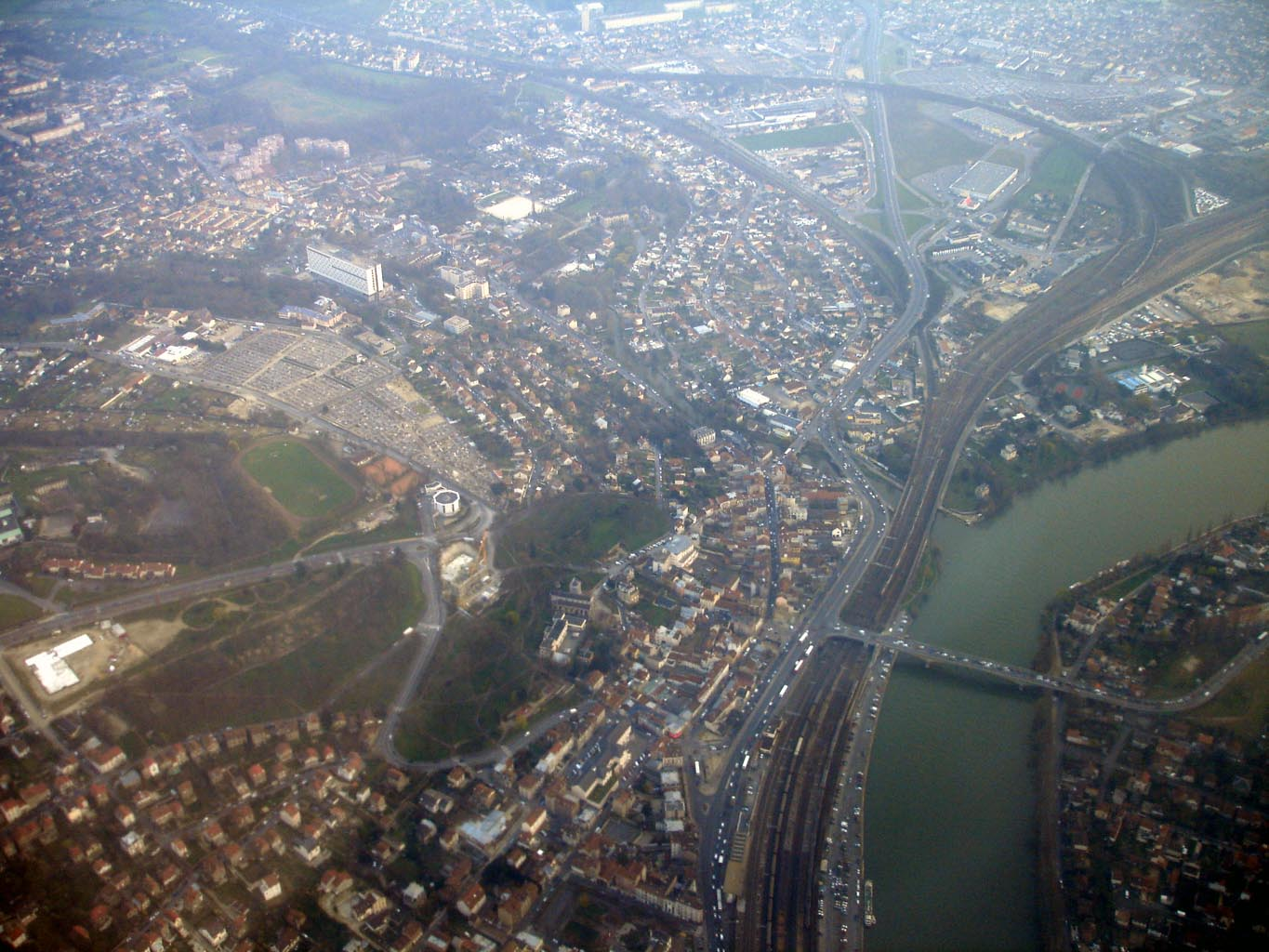
Aerial view of Villeneuve-Saint-Georges